# 16번 삼역색체증

16번 염색체

16번 삼역색체증(Trisomy 16)은 16번 염색체가 2개가 아닌 3개가 존재하는 염색체 이상이다. 유산을 초래하는 가장 흔한 상염색체 삼염색체이며, X염색체 단일염색체를 바로 뒤따르는 두 번째로 흔한 염색체 원인이다. 유산의 약 6%가 16번 삼역색체증을 가지고 있다. 이러한 유산은 대부분 마지막 월경 이후 8주에서 15주 사이에 발생한다.
모든 세포에 이 염색체의 추가 복사본이 존재하는 상태(완전 16번 삼역색체증)로는 아이가 살아서 태어날 수 없다. 그러나 모자이크 형태로는 아이가 살아서 태어날 가능성이 있다.

## 16번 염색체
일반적으로 인간은 각 부모로부터 물려받은 16번 염색체를 2개 가지고 있다. 이 염색체는 세포 내 모든 DNA의 거의 3%를 차지한다.

## 선별 검사

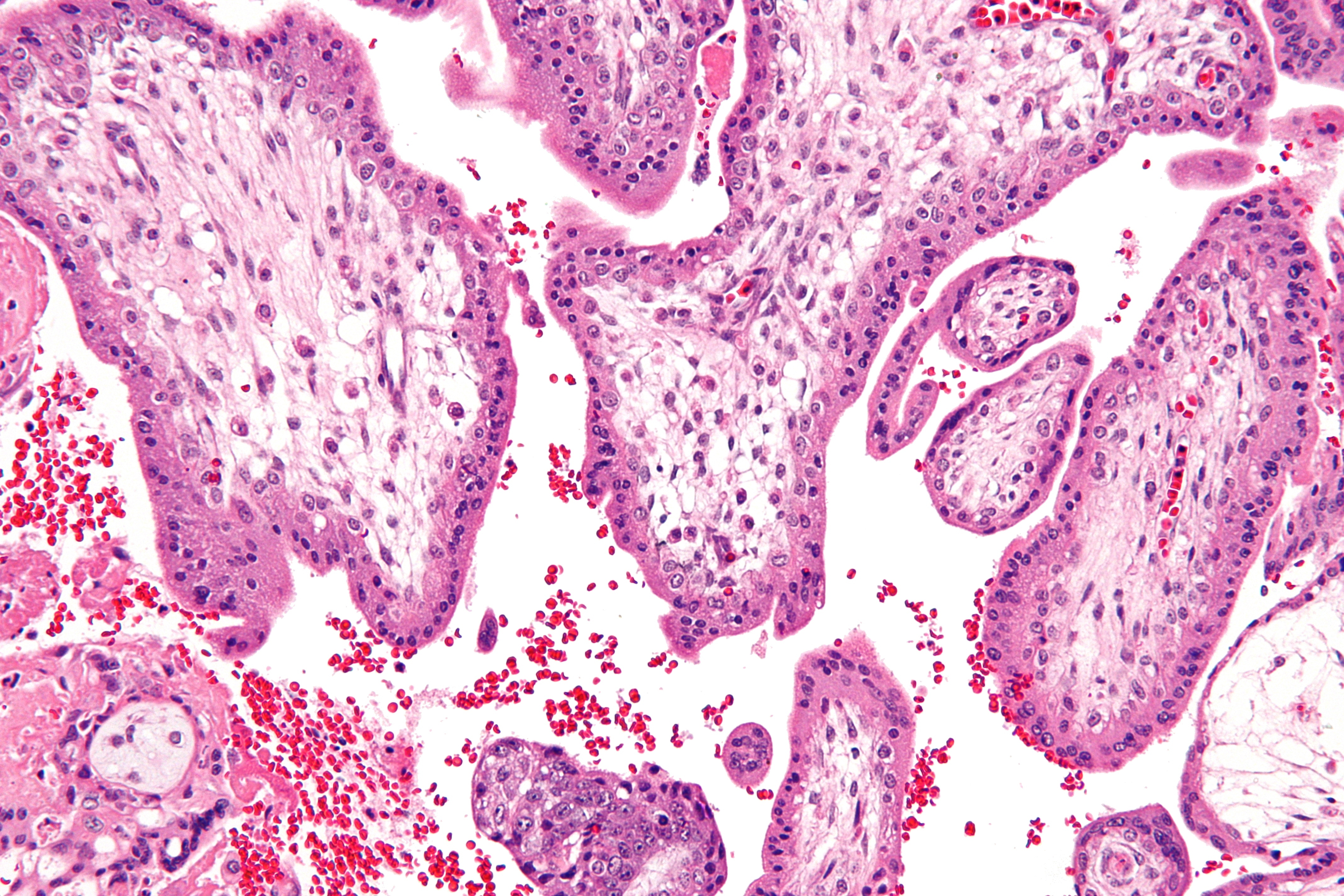
융모막 융모 - 융모막 융모 검사에서 채취하는 조직의 현미경 사진.

임신 중에는 융모막 융모 검사와 양수천자를 통해 16번 삼역색체증을 감지하기 위한 선별 검사를 받을 수 있다. 비침습적 이수성 감지 기술의 발전으로, 침습적 기술 이전에 차세대 염기서열 분석을 사용한 산전 선별 검사를 활용할 수 있다. 이는 태아 성장 지연을 초래할 수 있다.

## 완전 16번 삼역색체증
완전 16번 삼역색체증은 생존과 양립할 수 없으며 대부분 임신 첫 삼분기에 유산으로 이어진다. 이는 신체의 모든 세포가 16번 염색체의 추가 복사본을 포함할 때 발생한다.

## 모자이크 16번 삼역색체증
모자이크 16번 삼역색체증은 희귀 염색체 장애로, 생존과 양립 가능하므로 아이가 살아서 태어날 수 있다. 이는 신체의 일부 세포만이 16번 염색체의 추가 복사본을 포함할 때 발생한다. 그 결과 중 하나는 출생 전 성장 지연이다.

### 산전 진단
산전 진단 중에는 태아-태반 조직에서의 삼염색체 수준을 분석할 수 있다. 이러한 수준은 모자이크 16번 삼역색체증 임신의 결과를 예측하는 지표가 될 수 있다. 산전 진단 사례 연구에서는 평균 임신 기간 35.7주로 66%의 생존 출산이 있었다. 이 중 약 45%가 기형을 가지고 있었다. 가장 흔한 기형은 척추갈림증, 심방중격결손증, 요도밑열림증이었다. 그러나 태반에 국한된 16번 삼역색체증이 항상 해부학적 이상을 초래하는 것은 아니다.